# 김포읍
김포읍(金浦邑)은 경기도 김포군에 소재하였던 읍으로, 1998년 김포군이 김포시로 승격하면서 김포1동, 김포2동, 김포3동으로 분동되었으며 2017년 현재 구래동, 마산동을 제외한 김포시의 6개 행정동과 7개 법정동이 김포읍의 영역에 자리잡고 있다.

## 연혁
- 1914년 4월 1일 : 김포군 군내면(郡內面)과 석한면(石閑面), 고현내면(古縣內面)을 김포군 군내면으로 합면하였다.[1]
- 1934년 : 군내면이 김포면으로 개칭되었다.
- 1979년 5월 1일 : 김포면이 김포읍으로 승격하였다.[2]
- 1998년 4월 1일 : 김포군이 김포시로 승격하고,[3] 김포읍을 김포1동, 김포2동, 김포3동으로 개편하였다.[4]

| 구 행정구역 | 구 행정구역                 | 신 행정구역 | 신 행정구역                 |
| 읍          | 법정리                      | 행정동      | 법정동                      |
| ----------- | --------------------------- | ----------- | --------------------------- |
| 김포읍      | 북변리, 걸포리, 감정리 일부 | 김포1동     | 북변동, 걸포동, 감정동 일부 |
| 김포읍      | 운양리, 장기리, 감정리 일부 | 김포2동     | 운양동, 장기동, 감정동 일부 |
| 김포읍      | 사우리, 풍무리              | 김포3동     | 사우동, 풍무동              |

## 행정 구역 대조
| ~1914년  | 1914~1934     | 1934~1979     | 1979~1998     | 1998~2003 | 2003~2012 | 2012~2013 | 2013~2015 | 2015~2017 | 2017년   |
| -------- | ------------- | ------------- | ------------- | --------- | --------- | --------- | --------- | --------- | -------- |
| 김포군   | 김포군 군내면 | 김포군 김포면 | 김포군 김포읍 | 김포시    | 김포시    | 김포시    | 김포시    | 김포시    | 김포시   |
| 군내면   | 북변리        | 북변리        | 북변리        | 김포1동   | 김포1동   | 김포1동   | 김포1동   | 김포1동   | 김포본동 |
| 군내면   | 걸포리        |               |               | 김포1동   | 김포1동   | 김포1동   | 김포1동   | 김포1동   | 김포본동 |
| 군내면   | 감정리        |               |               | 김포1동   | 김포1동   | 김포1동   | 김포1동   | 김포1동   | 김포본동 |
| 군내면   | 김포2동       | 김포2동       | 장기동        | 장기동    | 장기동    | 장기동    |           |           |          |
| 석한면   | 김포2동       | 김포2동       | 장기동        | 장기동    | 장기동    | 장기동    | 장기리    | 장기리    | 장기리   |
| 석한면   | 김포2동       | 김포2동       | 김포2동       | 김포2동   | 김포2동   | 장기본동  | 장기리    | 장기리    | 장기리   |
| 석한면   | 김포2동       | 김포2동       | 김포2동       | 김포2동   | 운양리    | 운양리    | 운양리    | 운양동    | 운양동   |
| 고현내면 | 사우리        | 사우리        | 사우리        | 김포3동   | 사우동    | 사우동    | 사우동    | 사우동    | 사우동   |
| 고현내면 | 풍무리        | 풍무리        | 풍무리        | 김포3동   | 풍무동    | 풍무동    | 풍무동    | 풍무동    | 풍무동   |